# 維蘭謝希爾

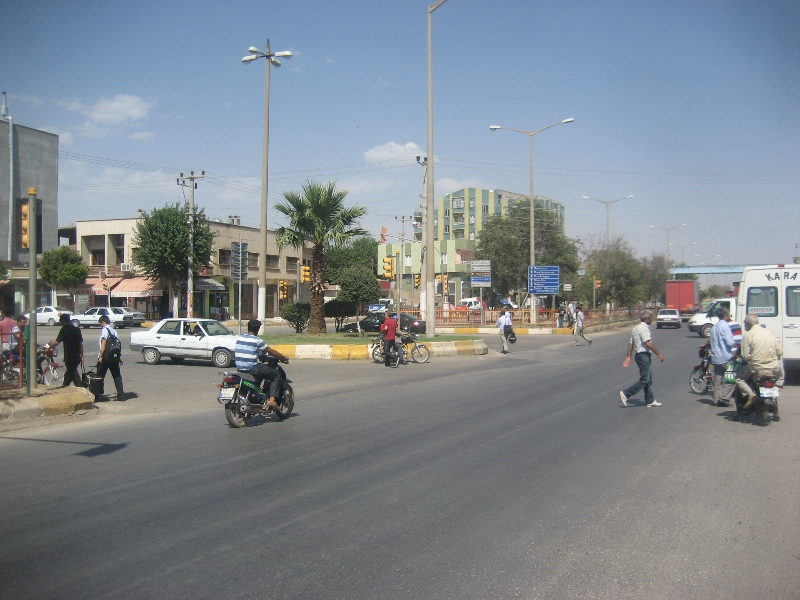

維蘭謝希爾是土耳其的城市，由尚勒烏爾法省負責管轄，位於該國東南部，距離首府尚勒烏爾法93公里，面積2,272平方公里，海拔高度620米，2010年人口90,784。